# 舛鯉滝白旗
『舛鯉滝白旗』（のぼりごいたきのしらはた）とは、歌舞伎の演目のひとつ。嘉永4年（1851年）11月、江戸河原崎座にて初演。通称『閻魔小兵衛』（えんまこへえ）。初演当時「一番目」と「二番目」が上演されたが、このうち二代目河竹新七（のちの河竹黙阿弥）作の「二番目」の台本が伝わっているので以下それを中心に解説する。

## あらすじ

### 二番目序幕
（向島道行の場　清元所作事濡嬉浮寝■〈ぬれてうれしきうきねのみずどり〉）年の瀬も押し迫った向島の源兵衛堀、すでに暮六つもとっくに過ぎた夜である。そこを数人の男たちが鉦太鼓を鳴らして「迷子の番頭さんやぁい」などと叫びながら歩いている。蔵前の米屋伊勢屋の番頭ひね六が行方をくらまし、どうやら吉原の花魁若菜屋の若草と心中するらしいのでお店の者たちが探しに出ているのであった。そこへ若菜屋の若い者たちも若草が廓を抜け出し、これも探しにきたのに出くわしたので、これはいよいよひね六と若草が心中するのに極まったと、なおも人々はひね六と若草の行方を尋ねに立ち去った。
ひね六がその場にあらわれるが、ひね六はまだ若草とは落ち合えずにいた。すると若菜屋の若い者たちと出くわす。若い者たちは若草をどこにやったとひね六を問い詰めるが、そんなことは知らぬひね六、ついには身ぐるみも剥がれ襦袢ひとつになって逃げ出し、人々はそれを追いかけていった。
その近くにあった掛茶屋から、若草とその情夫である船頭の伊之助が出てくる。伊之助は若草を廓から連れ出すために、若草に入れあげるひね六を若草と心中させると騙しておとりにし、そのあいだにふたりは逃げ延びる算段だったのである。伊之助の知りあいに西念という修行者が亀戸にいるので、とりあえずそこへふたりは隠れることにしようと相談するところ、おもちゃの蝶々売りの長吉が通りかかり、売り物の蝶々の言い立てをしたりふたりをからかいながら去っていく。女郎の格好のままでは具合が悪いと、伊之助と若草は着替えるためにふたたび茶屋の中へと入った。 
そこへまた男女の二人連れが通りかかるが、このふたりは巡礼姿に身をやつしてはいるものの、その正体は三位中将重衡とその妻の呉羽の内侍で、源氏の目を逃れ落ち延びているところであった。だが二人の様子を見ていた非人たちが、金品を奪おうと襲い掛かる。あわやというところ、二人を助けたのは仏師の閻魔小兵衛という男である。ところがこの小兵衛、呉羽の内侍が大枚の金を持っていることに気付くと、隙を見て金を奪い、重衡と内侍を川の中に蹴り込んだ。思わぬ大金が手に入ったとにんまりする小兵衛。と、提灯の火が消え暗くなる。修行者の西念が通りかかり、着替えを終えた若草と伊之助も出てくる。四人は暗い中を探りあい、小兵衛は若草の片袖を千切りとり、奪った金を落としたのを伊之助に拾われる。さらにひね六も出てくるが西念に脾腹を突かれて倒れ、金を失い「泥棒」と叫ぶ小兵衛をあとに、若草と伊之助はその場を逃れてゆく。

### 二番目大切
（亀戸境町の場）その翌日の節分の日のこと（旧暦のしくみで年末に節分・立春が来る「年内立春」の年という舞台設定。立春の項参照）。亀戸の閻魔小兵衛の住む裏長屋、その路地近くにある居酒屋では地元の若い者たちなどが酒を飲んだりしている。そこへ死人の入った早桶を担いだ人足たちが通りかかるが、担いでいるうちに早桶の縄が切れたので、やむなく居酒屋の前で下ろした。しかし居酒屋の主人眼六は、店先に棺おけを下ろすとは縁起が悪いと腹を立て、早く持っていくように怒鳴りつける。それに怒った人足たち、そこへ若い者たちも混ざって喧嘩となってしまう。だがそれに巻き込まれて早桶が倒れ、中から死人が転がり出ると、そのはずみで死人が生き返ったものだからびっくり仰天、みな逃げ出した。じつはこの死人とは伊勢屋の番頭ひね六であった。西念に脾腹を突かれいったんは息が止まったので、仏として埋葬されるところだったのである。
ところが蘇ったひね六は錯乱して、自分が死んであの世に来てしまったと勘違いし、傍らにいた近所の婆さんおわたを見ても三途の川の奪衣婆かと言い出す始末。しかもこのおわたも勘違いして、閻魔様のところに連れて行くよう頼むひね六を、閻魔小兵衛のもとへと連れてゆくのであった。
（小兵衛内の場）仏師小兵衛の内では、小兵衛が帳面を改めたり、その弟子の勘太と金八も正月を迎える料理を作っていたりとせわしない。そこへおわたに連れられてひね六がやってくるが、小兵衛の内には大きな閻魔王、そして勘太と金六は赤鬼青鬼の姿である。この様子を見たひね六は、さてこそ自分は地獄に堕ちたのに間違いないとおびえる。しかしそのひね六も経帷子の死装束なので、小兵衛たちにもわけがわからない。閻魔王とは小兵衛が押上の真済寺から頼まれた閻魔像で、勘太金六が鬼の扮装をしているのは、これから亀戸天神で行われる節分の行事に鬼の役で出るからであった。自分が死んだのではないとわかりやっと落ち着くひね六。だが小兵衛はその口から若菜屋の若草と伊之助とのいきさつを聞き、さらにおわたはその若草と伊之助が、同じ長屋のすぐ隣に住む修行者西念のところにいるらしいと話す。昨夜向島で巡礼から金を奪ったが、それを持って逃げたのは若草と伊之助のことに違いない。その金を取り返そうと小兵衛はたくらむ。
（修行者西念内の場）はたして若草と伊之助のふたりは、西念のところに隠れていた。この西念の住いには、すぐ隣の小兵衛からもらった仏画の反故を壁のあちこちに貼り付けてあるので、さながら極楽浄土である。暮六つも過ぎ西念が出かけていったあと、若草と伊之助がふたりして飯を炊こうとする様子をひね六と小兵衛がやってきて表から覗いている。ひね六は伊之助と若草の仲のよさにやきもきする。そこへ湯屋に行った帰りの小兵衛の女房お六が通りかかる。小兵衛はひね六とお六に指図し、ひね六は再び小兵衛の内へ、小兵衛は近くの物陰に隠れた。
ひとり残ったお六は、表から西念の住いに声を掛けた。伊之助は若草を物入れに隠す。お六は伊之助と二人きりで話をするうち、伊之助の袖が綻びているのに気付き、中に入り片袖を脱がせて繕う。と、そのうちお六はわざと行灯の灯を消した。暗くなって再び明かりをつけると、その場にもうひとりいたのは小兵衛。小兵衛はこの様子に、伊之助に向かって自分の女房に間男しただろうと言いがかりをつける。つまり女房に美人局をさせ、金を巻き上げようという魂胆であった。さらに小兵衛は昨夜向島で取った若菜の片袖を見せ、これを買えと迫る。結局伊之助はその片袖と引き換えに、金を小兵衛に渡した。
小兵衛とお六は帰ったが、伊之助は若草のことが知られたからにはもうここにはいられぬと思うところ、刀をさしたひね六が現われる。伊之助が若草を物入れから出そうとすると若草がいない。みるとその後ろの壁が壊され穴が開いている。ひね六は、ちょうど隣合せの小兵衛のところから壁を破り、そこから若草を奪ったのだと言い、刀を抜いて伊之助に斬りかかるが、伊之助は刀を奪ってひね六を斬り殺した。そのときちょうど西念が戻り、この場の様子をみて驚く。
（もとの小兵衛内の場）勘太と金六も戻り、小兵衛のところでは若草が捕らえられている。そこへ壁の破れから伊之助が乗り込み、若草を取り返そうと小兵衛たちと斬り合いとなるが、そのなかで小兵衛は伊之助に斬られ、若草と伊之助は小兵衛に斬られる。ところがその小兵衛から流れ出た血と、若草の流した血が分かれることなく混ざり合ったのを見て小兵衛は驚く。流れた血が交じり合うのは血縁の証拠。小兵衛は持っていた守り袋より印籠を取り出すと、若草も肌身につけていた守り袋より、親の形見だという全く同じ印籠を取り出した。小兵衛と若草は、生き別れの親子だったのである。
閻魔小兵衛とはじつは平家の武士、越中の次郎盛次であった。盛次の妻は若草を生んですぐに亡くなり、陰陽師は若草を見て、剣難の相があり家に災いをなす子だと占ったので、盛次は不憫に思いつつ若草を三条大橋に捨てたが、そのとき親子のしるしにと、同じ形模様の印籠を添えておいたのだった。それが二十数年前のことである。その後平家は滅亡したが、捨てた娘のことを今日まで忘れたことはなかったというと、若草も深手を追いながらも小兵衛に縋りより、ふたりは涙ながらに親子の名乗りを果たすのであった。
そんな二人の様子を見て、伊之助は若草の親である小兵衛に手を追わせた申し訳にと、自ら腹に刀を突きたてた。小兵衛は嘆きながらも、平家の三位中将重衡と、呉羽の内侍は方々に人相書きが出回り追われているが、盛次こと小兵衛にとっては主筋のこのふたりの身代りとして、伊之助と若草の首を源氏に渡そうという。そこへ修行者西念が来て、これも思いもよらぬことを語る。西念とはじつは、小兵衛こと盛次の妻の弟、主馬判官盛久だった。盛次とは十代のころに一度会ったきりだったので、今日までわからずに過ごしていたのである。親子や伯父甥、それがかかる形で再会したことに、人々は懐かしみつつまた嘆くのであったが、盛久はやむなく伊之助と若草の首を打ち落とした。だが盛久との話で、昨晩向島の川に金を奪って蹴り込んだ男女の巡礼が、じつは重衡と内侍ではなかったかと聞いて小兵衛は愕然とする。
そのとき源氏の侍梶原源太景季があらわれ、首を実検し重衡と内侍の首に相違ないと受け取る。代わりにその褒美として連れて来たのは、他ならぬ重衡と内侍。ふたりは川に落ちたのを、たまたま通りかかった景季に助けられていたのである。重衡と内侍は世を捨てて出家することになり、盛久こと西念もふたりに従うことにした。重衡と内侍の無事を見て安堵した小兵衛は持った刀を腹に突っ込み自害し、景季をはじめとする人々は夜明けとともに、その場を立つのであった。（以上あらすじは、『黙阿彌全集』第一巻所収の台本に拠った）

## 解説
天保14年（1843年）11月に黙阿弥は二代目河竹新七を襲名し、河原崎座の立作者となっていた。狂言作者として筆頭に当る地位である。しかし座元である河原崎権之助（のちの九代目團十郎の養父）はもっぱら義太夫狂言などの従来からの演目を好み、狂言作者に新作の芝居を書かせて上演しようとはなかなかしなかった。新作など上演して若し不入りにでもなったら困る、従来からの人気演目を並べて出したほうが間違いないというのが権之助の考えだったからである。そんな中で新作を書きたがっていた二代目新七こと黙阿弥にとっては、まとまった芝居の新作はこの『舛鯉滝白旗』の二番目が最初といってよいものであった。黙阿弥の世話物における処女作ともいわれている。もっとも全くの新作というわけでもなく、小兵衛がお六を使って美人局をする趣向などは、文化7年（1810年）市村座で初演された鶴屋南北作の『心謎解色糸』の大切「小石川の場」からとったものだという。
幕末、江戸の芝居においてもそれまでのしきたりが崩れつつあった。春には曽我物、また役者の契約更新の時期に行われる11月の顔見世興行といった内容が、先例どおりに行われなくなっていたのである。この『舛鯉滝白旗』は、そうした先例を重んじて興行された顔見世狂言であった。すなわち内容を四つに分けた「四番続」（ただし実際には二番目まで）、「一番目」は「時代物」で「二番目」は「世話物」、その二番目も最後は登場人物たちが「じつは何々」と名乗って「時代」に帰る…という作劇のしきたりを守って構成された。二代目新七（黙阿弥）もこの二番目の世話物として、上記二幕の執筆を担当したのである。
『舛鯉滝白旗』は源平時代を「世界」としており、残されている絵本番付をみると三立目（序幕）は神社の社頭、四立目（二幕目）は石段での立ち回りのあと返し幕で「だんまり」となるなど、四立目までは顔見世狂言としてほぼ型通りに構成されているが、このとき上方より三代目嵐璃寛が来て一座しており、この璃寛のために『周春劇書初』（しゅうのはるかぶきのかきぞめ）という幕が四立目の次に設けられていた。内容は『小野道風青柳硯』二段目の口と切、および『嫗山姥』の三幕で、いずれも璃寛の得意芸を集めたものであった。そしてその次に出された二番目は舞台が向島や亀戸になるが、作劇上の決まりとして一番目の「世界」を二番目も引き継いでおり、ゆえに三位中将重衡や呉羽の内侍が巡礼に姿をやつして出てきたり、小兵衛や修行者西念もじつはもと平家の武士ということになっている。
この二番目の幕は、黙阿弥としてはのちの世話物とはまた違った味を見せている。それは上で述べた顔見世狂言の先例に倣って作劇していることにもよるが、伊勢屋の番頭ひね六が早桶から転げ出て経帷子の死装束で生き返ったり、うろたえて自分が地獄に堕ちたと思い込む滑稽さなどは、死人や早桶の出てくるいわゆる「南北好み」の風情がうかがえる。また大切の幕の廻り舞台で交互に見せる「小兵衛内の場」と「西念内の場」は、あわせて「地獄極楽隣合せの場」とも原作では称している。小兵衛のところは閻魔に赤鬼青鬼、西念のところには反故張りの天人や仏たちがいるからで、この地獄極楽を対照させた趣向に、すぐとなりの長屋どうしという設定をうまく使って筋を運んでいる。さらにそれへ亀戸天神の節分行事も交えるなどして、二番目の幕は当時好評を得たのであった。そしてこれがきっかけで座元の権之助も新作の芝居を認め、次第に河原崎座において新七の作の芝居が上演されるようになったのである。新七こと黙阿弥にとっては、ひとつの節目ともいうべき作であった。
なおこの「地獄極楽隣合せ」の趣向は、じつは黙阿弥の体験がもとになっている。当時新七こと黙阿弥には能晋輔（のうしんすけ）という弟子がいたが、この晋輔が女の事で不始末をしでかした。そこでその身元引受人を拵えることになったが、以前から新七の知り合いで高沢なにがしという亀戸に住む仏師に、引受人になってもらうことにしたのである。ある年の7月、新七は晋輔を連れてその高沢のもとを訪れた。するとそこは狭い棟割長屋で、暑くて薄暗い中では作りかけの閻魔王や仏像でごった返し、仏師の高沢も不敵な面構えで仕事をしている。この光景は新七の心に強く残り、のちにこれを『舛鯉滝白旗』二番目の趣向に利用したのであった。
この『舛鯉滝白旗』の二番目はのちに『善悪浮世画双紙』（ぜんあくうきよえぞうし）という外題で文久3年（1863年）10月守田座で、また明治21年（1888年）3月に市村座で上演された。さらに下って大正9年（1920年）3月の新富座において『閻魔小兵衛』の外題で上演されている。この大正9年のときの配役は閻魔小兵衛が二代目市川左團次、若草・お六が三代目坂東秀調、ひね六が阪東壽三郎、重衡が市川壽美蔵、呉羽の内侍が二代目市川松蔦、西念が二代目市川段四郎、蝶々売りが二代目市川猿之助、伊之助が七代目松本幸四郎であった。このときはおおむね黙阿弥の原作に沿って上演されたが、大切小兵衛内の幕切れでは重衡と内侍および景季は出ず、小兵衛が首を持って花道を駆け込み幕、という段取りだったようである。序幕の清元所作事は『若草』という名で曲が残っている。

## 初演の時の主な役割
- 仏師閻魔小兵衛じつは越中次郎盛次…五代目市川海老蔵
- 船頭浮世伊之助、梶原源太景季（二役）…八代目市川團十郎
- 修行者西念じつは主馬判官盛久…二代目市川九蔵
- 若菜屋若草、小兵衛女房お六（二役）…三代目岩井粂三郎
- 三位中将重衡…三代目尾上新七
- 呉羽の内侍…四代目市川團之助
- 伊勢屋番頭ひね六…二代目浅尾奥山
- 蝶々売り眼玉の長吉…河原崎長十郎